# Stratosphere: Conquest of the Skies
Pour les articles homonymes, voir Stratosphère (homonymie).
Stratosphere: Conquest of the Skies est un jeu de combat motorisé dans lequel le joueur combat à l'aide d'îles volantes. Le joueur équipe son île volante de bâtiments (des moteurs, des armes, des centrales pour produire de l'électricité) et peut se battre contre celle des autres. Sa jouabilité est quasiment sans limite, au vu du grand nombre de bâtiments disponibles pour mettre sur son fort.
Une campagne est également proposée, au cours de laquelle vous aurez à faire face à une rébellion. Vous disposerez au début d'un minuscule lopin de terre volante, qui sera appelé au fur et à mesure de votre progression à se développer et grossir. On retrouve également en multijoueur un système de classe qui permet d'allouer au joueur plus ou moins de ressources à repartir pour augmenter la taille du fort, améliorer son niveau technologique et acheter l'équipement. Il faut donc que le joueur trouve le juste équilibre lors de la conception de sa forteresse.

## Accueil
| Stratosphere: Conquest of the Skies |      |       |
| Média                               | Pays | Notes |
| Computer Gaming World               | US   | 3/5   |
| GameSpot                            | US   | 63 %  |
| PC PowerPlay                        | AUS  | 82 %  |